# Rio Arcossó
O rio Arcossó nasce em Paradela de Monforte, freguesia de Paradela, concelho de Chaves, no seu percurso encontra-se a Barragem das Nogueirinhas (Águas Frias) desaguando no Tâmega em Vila Verde da Raia. Em Paradela de Monforte encontra-se disponível uma das praias fluviais mais recente da Região Transmontana.